# Élections constituantes de 1945 dans les Établissements français d'Océanie
Les élections constituantes françaises de 1945 se déroulent le 21 octobre.

## Mode de scrutin
Les députés métropolitains sont élus selon le système de représentation proportionnelle suivant la règle de la plus forte moyenne dans le département, sans panachage ni vote préférentiel. Il y a 586 sièges à pourvoir.
Dans les  Établissements français d’Océanie un député est à élire au scrutin uninominal majoritaire à deux tours. 
Un second tour est prévu le 4 novembre si aucun candidat ne dépasse les 50%.
C'est la première élection où les Établissements français d’Océanie ont un élu au parlement national.
La circonscription des ÉFO regroupe aussi les îles de Wallis-et-Futuna.

## Élus
Le député élu est : 
| Identité        | Parti |
| --------------- | ----- |
| Charles Vernier | UDSR  |

## Résultats
|                | UDSR           | Charles Vernier | 11 364 | 80.44  |  |  |
|                | Vichyste       | Jean Brunet     | 2 272  | 16.08  |  |  |
|                | PCF            | Étienne Davio   | 492    | 3.48   |  |  |
|                |                |                 |        |        |  |  |
| Inscrits       | Inscrits       | Inscrits        | 19 294 | 100,00 |  |  |
| Votants        | Votants        | Votants         | 14 330 | 74.27  |  |  |
| Blancs et nuls | Blancs et nuls | Blancs et nuls  | 202    | 1,41   |  |  |
| Exprimés       | Exprimés       | Exprimés        | 14 128 | 98.59  |  |  |